# Berenguer de Cruïlles
Berenguer de Cruïlles fue obispo de Gerona (c. 1349-1362) y el primer presidente de la Generalidad de Cataluña (1359-1362), nombrado por las Cortes de Cervera.
Nacido probablemente en Peratallada alrededor de 1310 y muerto en Barcelona el año 1362. Era un miembro de la catedral de Gerona en 1321, canónigo en 1330, chantre en 1336, abad de Sant Feliu en el año 1342 y nombrado obispo en diciembre de 1348, siendo consagrado posteriormente por el papa Clemente VI.
Fue un firme defensor de la Inquisición y tuvo constantes enfrentamientos con la nobleza, entre otros, con infante Ramón Berenguer, conde de Ampurias, tío del rey de Aragón Pedro el Ceremonioso a quien excomulgó.
En 1357, ayudó económicamente a finalizar el retablo de oro y plata para la catedral de Gerona, empezado por su predecesor el obispo Gilbert de Cruïlles (1334-1335).
| Predecesor: -                   | Diputado eclesiástico de la Diputación del General de Cataluña 1359-1362 | Sucesor: Romeu Sescomes     |
| Predecesor: Arnau de Mont-rodon | Obispo de Gerona 1348-1362                                               | Sucesor: Ennec de Vallterra |